# Vuisternens-devant-Romont
Vuisternens-devant-Romont (frp. Vouèthèrnin-devin-Remon; hist. Winterlingen bei Remund) – gmina (fr. commune; niem. Gemeinde) w Szwajcarii, w kantonie Fryburg, w okręgu Glâne. Powstała 1 stycznia 2003 z połączenia gmin Les Ecasseys, Estévenens, La Joux, Lieffrens, La Magne, Sommentier i Villariaz. 1 stycznia 2004 do gminy przyłączono gminę La Neirigue.

## Demografia
W Vuisternens-devant-Romont mieszka 2381 osób. W 2020 roku 10,4% populacji gminy stanowiły osoby urodzone poza Szwajcarią.

## Transport
Przez teren gminy przebiegają drogi główne nr 154 oraz nr 156.